# 20-й піхотний полк (Австро-Угорщина)

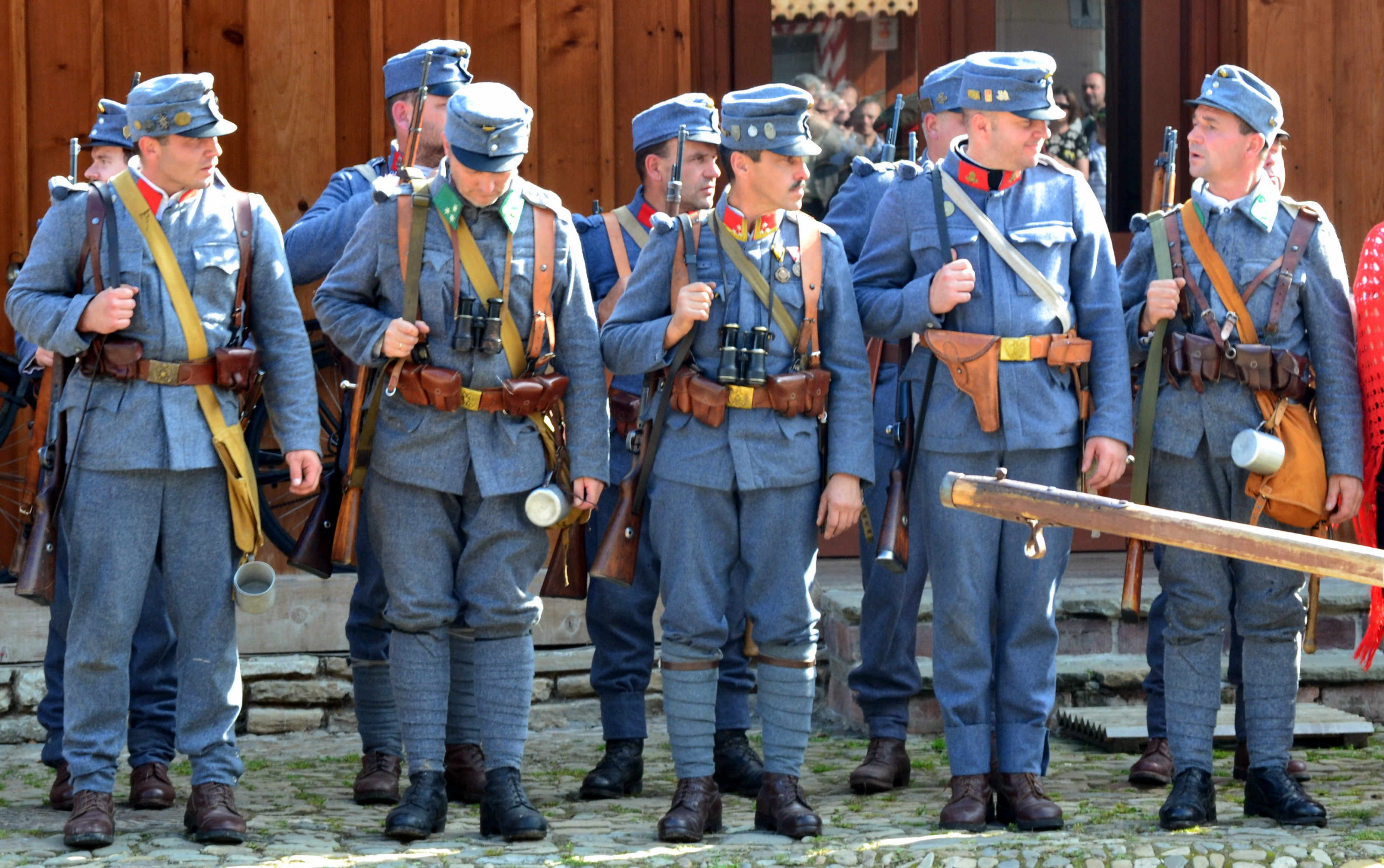

20-й Галицький піхотний полк «Генріх, принц Прусський» (нім. k. u k. Galizisches Infanterieregiment «Heinrich Prinz von Preußen» Nr. 20, IR. 20) — піхотний полк Спільної армії Збройних сил Австро-Угорщини.

## Історія
Полк було створено в 1681 році.
У 1766–1806 роках полк мав пункт поповнення у Верхньорейнському окрузі. 1771 (1781) отримав свій постійний вербувалий район у Сілезії (Троппау). В 1782–1807 рр. мав тимчасовий пункт поповнення у Галичині (округ Самбір). З 1807 р. полк поповнювався рівними частинами з моравсько-сілезького регіону, Троппау, Галичини, Сандец-Ясло. У 1817 р. полк був переведений в Галичину, в район Нового Сончу.
Штаб–квартири: Майнц (1691—1698), Філіппсбург (1699), Нідерланди (1714—1716), Палермо (1720), Сиракузи (1723), Трієст (1735), П'яченца (1738), Сілезія (1748), Богемія (1752, 1755), Відень (1754, 1875), Простейов (1763), Їчин (1779), Опава (1781—1783, 1802, 1809—1812, 1831), Новий Їчин (1789—1801), Вадовиці (1814), Львів (1815), Оломоуць (1820, 1824, 1880), Зальцбург (1821), Мантуя (1822), Йозефштадт (1825), Садова (1842), Прага (1847), Хомутов (1849), Секешфегервар (1851, 1857), Будапешт (1852, 1865), Тиргу-Муреш (1854), Орештіє (1855), Темешвар (1856), Кошиці (1859), Краків (1866, 1882, 1914 — казарми Франца Йосифа на вул. Райській).
Полкове свято відзначалося 27 червня, в річницю битву при Наході (1866).
З листопада 1916 р. в полку діяла диверсійна група, метою якої полягала підготовка майбутнього повстання проти австрійського командування. У червні 1918 р. полк саботував останній австрійський наступ на Італію, але, незважаючи на спроби, встановити зв'язок з Італією і перейти на іншу сторону комбатантів, їм це не вдалося. Наприкінці жовтня 1918 року, після краху австрійського фронту на Піаві, 12-та піхотна дивізія почала відступ, а 20-й полк залишився через покарання за діяльність польських офіцерів і унтер-офіцерів, які прагнули зберегти особовий склад у повному обсязі та повернутися до Польщі. 10 листопада в Словенії на офіцерських зборах полк був переданий в розпорядження поручнику Станіславу Плапперту. Влада словенців, хорватів і сербів дала дозвіл на роззброєння польських полків і передислокацію їх із спорядженням до Польщі. 17 листопада залізницею через Австрію та Чехословаччину полк досяг польського кордону, кілька разів протистоячи спробам роззброєння, а через два дні дістався Нового Сонча, де був перетворений у 20-й піхотний полк Війська Польського.

## Склад
- 1-й батальйон (1903—1914: Краків);
- 2-й батальйон (1903—1914: Краків);
- 3-й батальйон (1903—1914: Новий Сонч);
- 4-й батальйон (1903—1909: Краків; 1910—1914: Бієліна).

Національний склад (1914):
- 86 % — поляки;
- 14 % — інші національності.[3]

## Почесні шефи
- 1681—1694: Людвіг Антон, пфальцграф Нойбургський;
- 1694—1709: граф Ганс Карл Тхіїнген;
- 1709—1719: принц Фрідріх Вільгельм Холатейн-Бек;
- 1719—1744: граф Йоганн Фрідріх Дієсбах;
- 1744—1785: граф Антон Коллореда–Вальдсі;
- 1785—1825: граф Франц Венцель фон Кауніц-Рітберг;
- 1826—1848: граф Зигмунд Фрідріх Карл Вільгельм Густав фон Хохенег;
- 1849—1853: фельдцейхмейстер Франц Людвіг фон Вельден;
- 1853—1888: німецький імператор Фрідріх III;
- 1889—1918: принц Генріх Прусський.

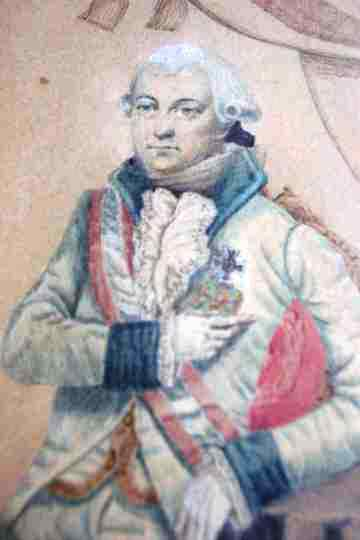
Франц Венцель фон Кауніц-Рітберг
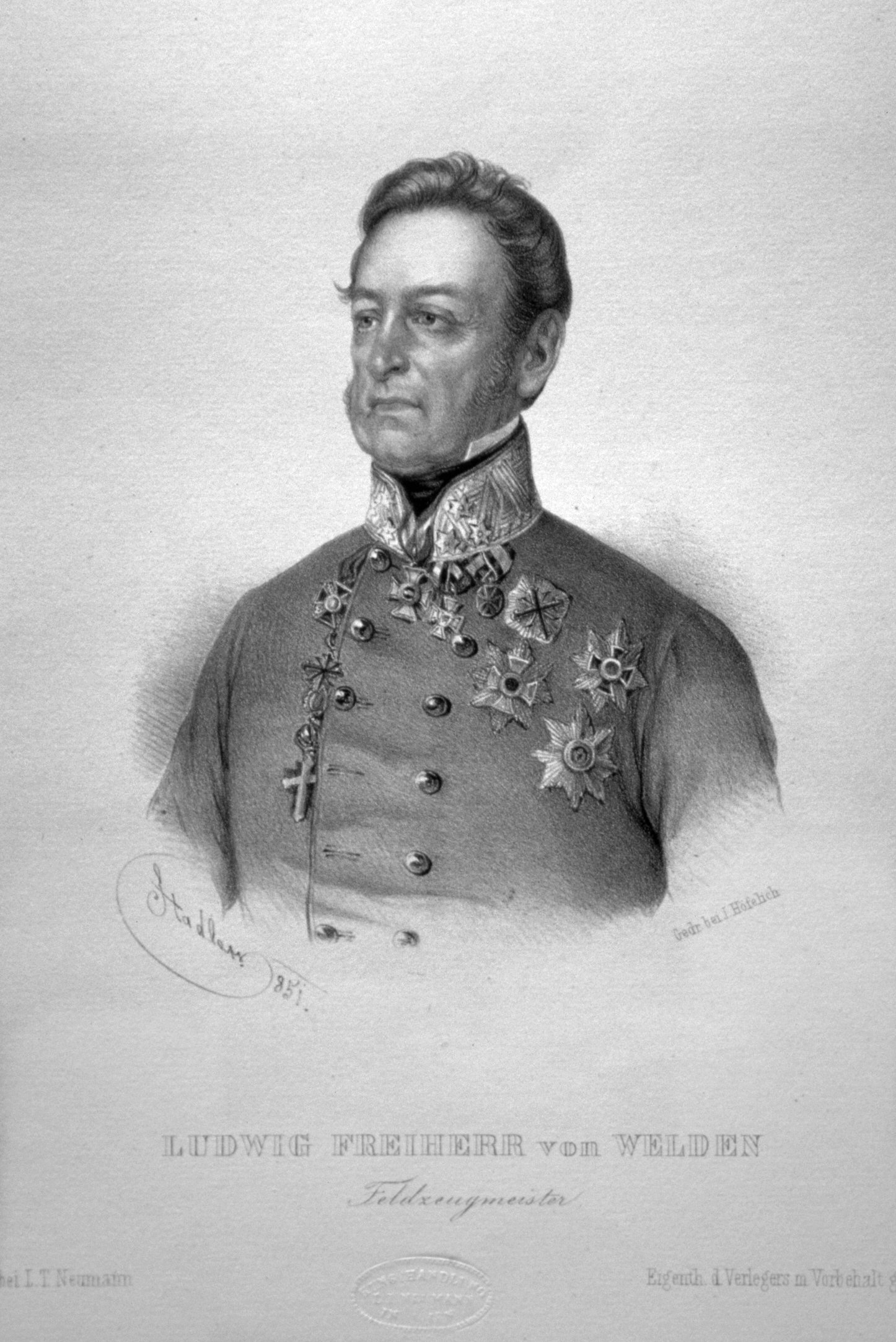
Франц Людвіг фон Вельден
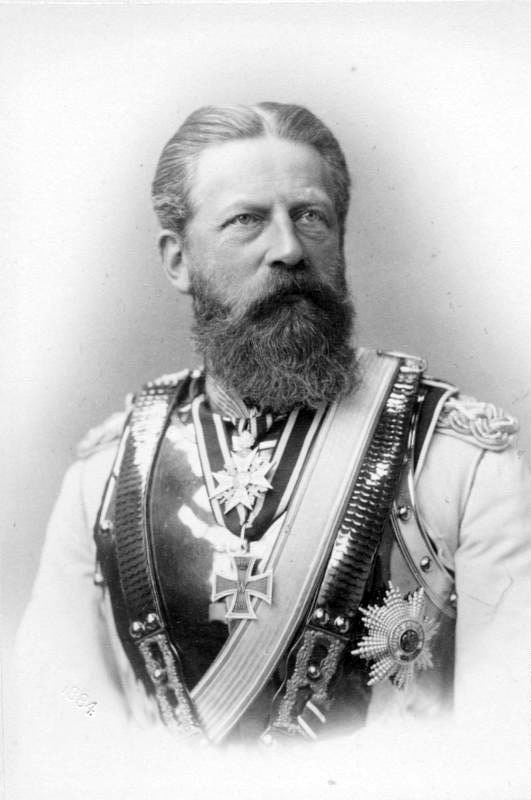
Німецький імператор Фрідріх III
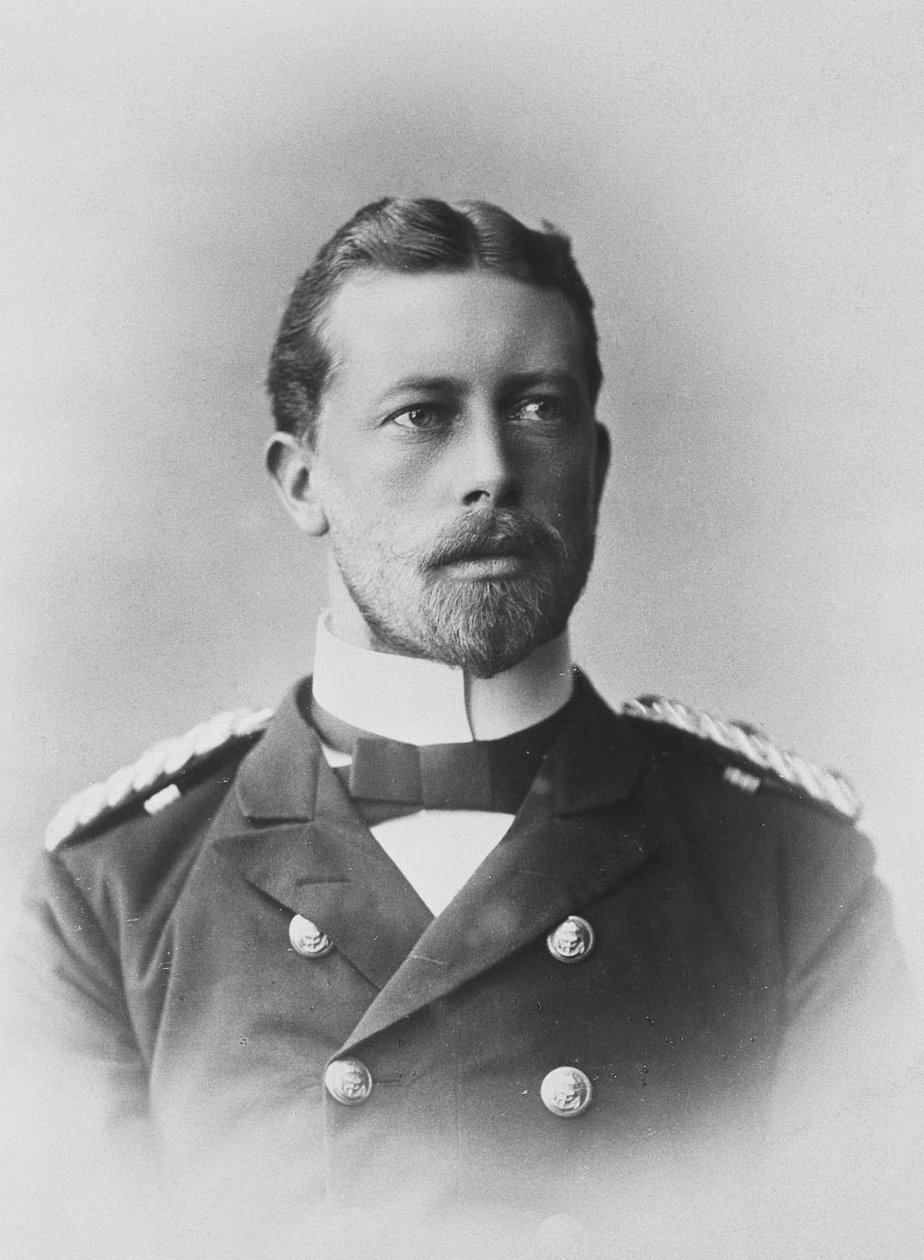
Принц Генріх Прусський

Другі почесні шефи:
- 1853—1857: фельдмаршал–лейтенант Йоганн Бордоло фон Борео;
- 1857—1895: фельдмаршал–лейтенант Флоріан Фрейхер фон Макіо.[1]

## Командування
- 1864—1866: полковник Альфонсо фон Вімпфен;
- 1880—1882: полковник Владислав Гнєвош;
- 1911—1914: полковник Станіслав Пухальський.[3]

## Підпорядкування
Полк входив до складу 24-ї піхотної бригади 12-ї піхотної дивізії, натомість 4-й батальйон підпорядковувався командиру 11-ї гірської бригади 48-ї піхотної дивізії.
Під час Першої світової війни полк у складі трьох батальйонів воював у складі головної дивізії. 4-й батальйон входив до 11-ї гірської бригади під командуванням генерал-майора Марцелія Лавровського.

## Однострій

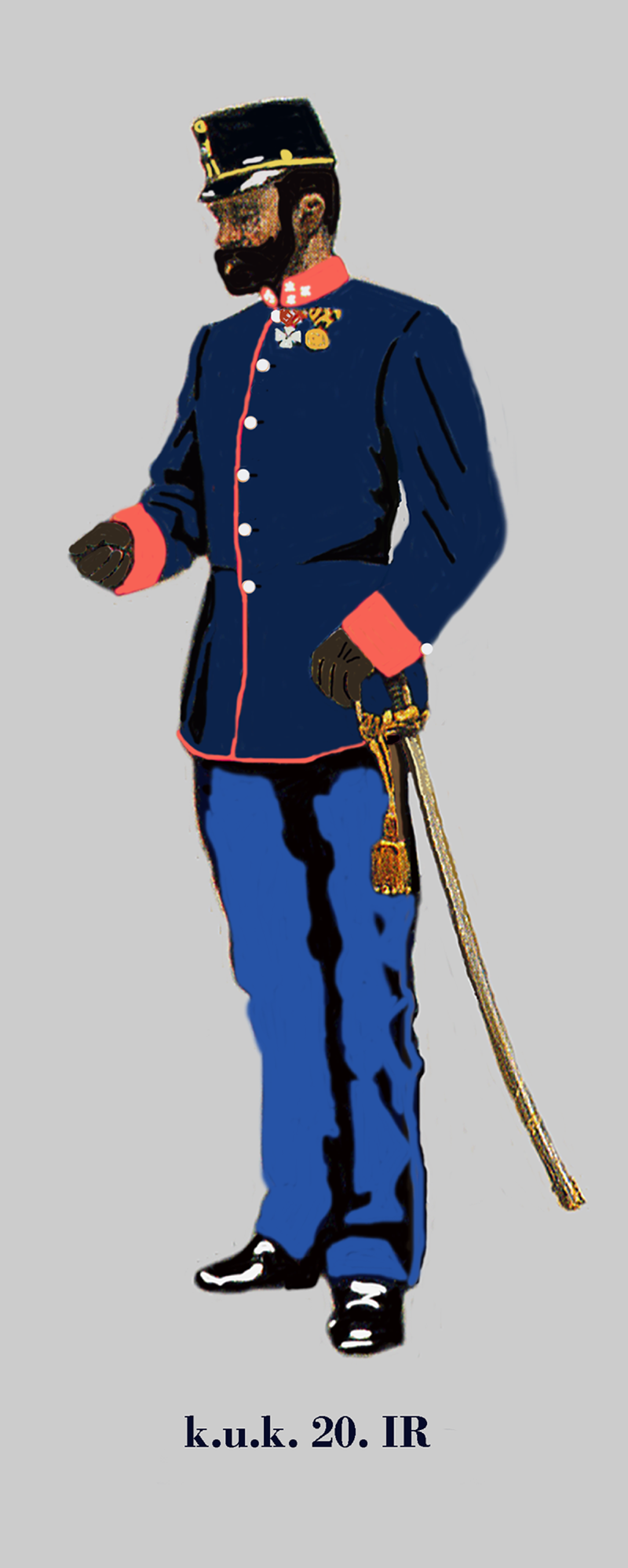
Гауптман 20-го піхотного полку
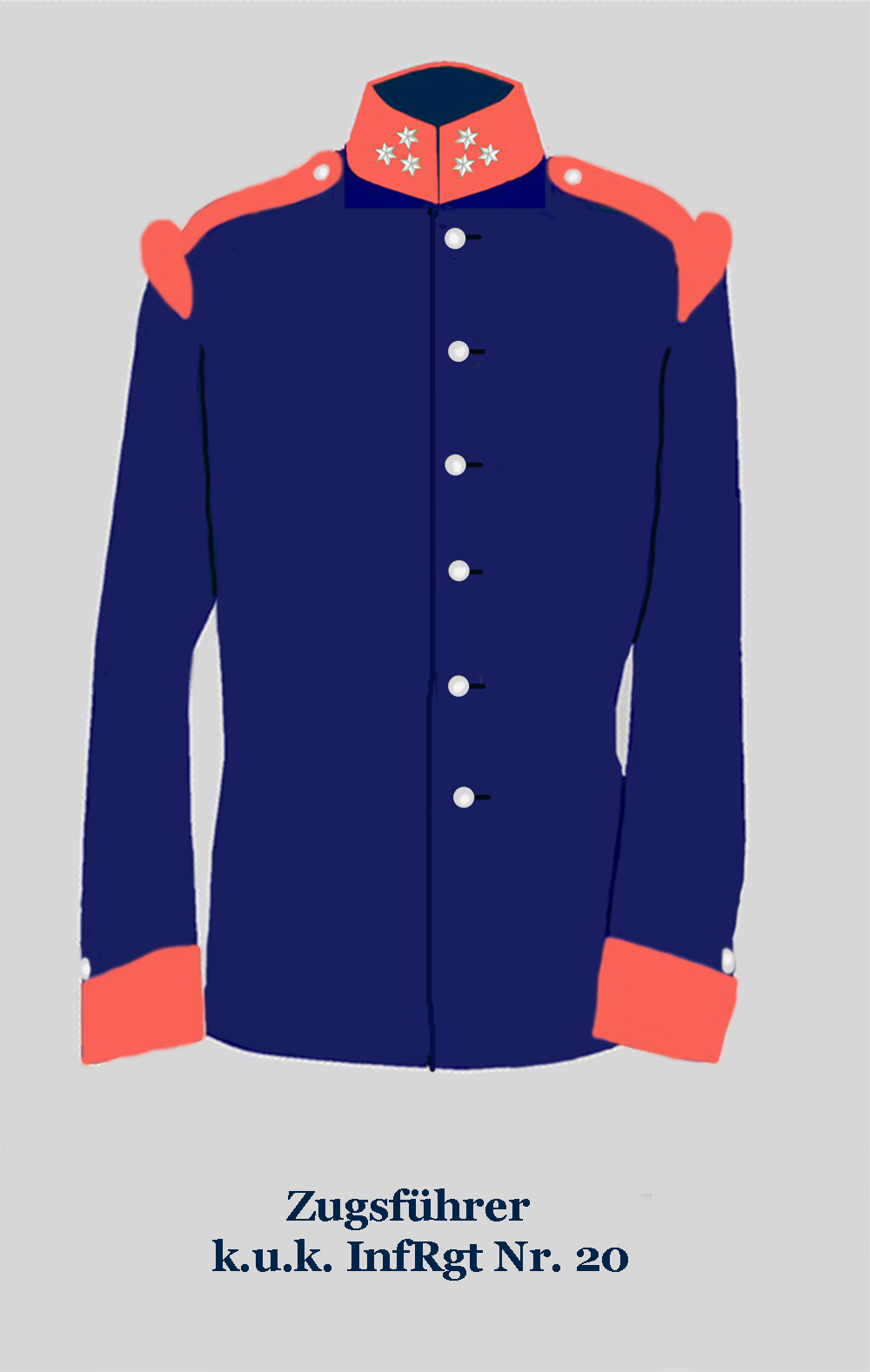
Мундир цугсфюрера 20-го піхотного полку